# Tatiana Vasconcellos
Tatiana de Araújo e Vasconcellos (São Paulo, 6 de janeiro de 1978) é uma jornalista e radialista brasileira. Já teve passagens pela CNT e BandNews FM, esta última onde permaneceu por quase 11 anos. Atualmente trabalha na CBN, onde é âncora do Estúdio CBN.

## Biografia e carreira
Formada em 1999 pela Universidade São Judas Tadeu, fez especialização em Direito Internacional das Relações Econômicas e do Comércio pela Fundação Getúlio Vargas de São Paulo, em 2003. Trabalhou na rádio CBN como repórter e produtora, onde ficou por 6 anos em sua primeira passagem. Criou e apresentou por 3 anos o programa Noite Paulistana, sobre cultura e entretenimento na cidade. Eventualmente, apresentava os programas Revista CBN e CBN Noite Total. Em 2002, trabalhou na CNT, onde fazia reportagens sobre política e economia.
Em 2006, Tatiana entra para a equipe da rádio BandNews FM. Por seis anos, ancorou o noticiário matinal da emissora ao lado de Ricardo Boechat e Eduardo Barão e por três, ancorou o BandNews no Meio do Dia ao lado de Paulo Cabral. Também ancorou uma coluna sobre cinema e o quadro Tem Mulher na Área, sobre futebol, com as jornalistas da rádio. Em março de 2016, assumiu o programa vespertino BandNews em Alta Frequência. Permaneceu por quase 1 ano, quando retornou para a CBN. Na emissora, passou a apresentar o Estúdio CBN, que estreou em 17 de abril de 2017.

## Prêmios
Prêmio Comunique-se
- Melhor Âncora de Rádio (2012[7])

Troféu Mulher Imprensa
- Melhor Âncora de Rádio (2011, 2012, 2014[8])